# رومینیگ کومه
رومینیگ کومه (انگلیسی: Rominigue Kouamé؛ زادهٔ ۱۷ دسامبر ۱۹۹۶) بازیکن فوتبال اهل مالی است.
از باشگاه‌هایی که در آن بازی کرده است می‌توان به باشگاه فوتبال لیل اشاره کرد.
وی همچنین در تیم ملی فوتبال مالی بازی کرده است.